# Richard Gibson (kunstenaar)
Richard R. Gibson (Maryland, 1795 - Washington D.C., 1855) is een Amerikaanse kunstenaar. Hij schilderde voornamelijk panoramische landschappen en diverse tekeningen. In 1832 opende hij als eerste een opleidingsstudio in Washington D.C en gaf daar les tot vlak aan zijn dood.  Hij heeft onder andere aan Eleazer Hutchinson Miller les gegeven.
Gibson was voornamelijk een autodidact maar had ook contacten met de kunstenaar Joseph Wood, een portret- en miniatuurschilder. Een belangrijk werk van Gibson was een volledig ronde panorama van Quebec, een volksvermaak vergelijkbaar met Panorama Mesdag. Mede dankzij Wood kreeg hij hiervoor lovende kritieken en de nodige publieke aandacht.